# 심회
심회(沈澮, 1418년 ~ 1493년)는 조선의 문신이다. 영의정 심온의 아들로 소헌왕후의 남동생이다. 따라서 세종의 처남이며 문종, 세조에게는 외숙부가 된다. 또한, 영중추부사 심결의 형이다. 봉군호(封君號)는 청송부원군(靑松府院君), 자는 청보(淸甫), 시호는 공숙(恭肅)이다. 고려조 수상인 문하시중과 정종 (조선)조 수상인 문하좌정승을 지낸 심덕부의 손자이고, 조선 세종조 수상인 영의정을 지낸 심온의 아들로, 심회 역시 조선 세조조 수상인 영의정을 지내 3대가 연속으로 수상을 지냈다.

## 생애
역모죄로 처형당한 아버지 심온의 일에 연좌되어 관직에 나가지 못하다가, 문종 때에, 동생 심결(沈決), 조카 심미(沈湄, 큰형 심준의 아들), 조카 강희안 등과 함께 관직에 등용되어 돈녕부 주부(敦寧府注簿)가 되었고, 단종 때에는 동지돈녕부사(同知敦寧府事)가 되었다. 세조 때에, 공조판서, 판한성부사, 영중추원사를 거쳐, 1466년에는 의정부 좌의정이 되었으며, 1467년에는 의정부 영의정에 올랐다. 세조는 심회를 숙부라 부르고 이름은 부르지 않으며 특별히 총애하고 대접했다. 명문가 출신으로 왕실은 물론 관료들과도 밀접한 관련을 맺고 있었던 심회는 정난을 통해 보위에 오른 세조에게 있어 새 왕실의 합리화에 절실히 필요한 존재였다.
심회는 예종 즉위년인 1468년, 남이의 옥사에 공을 세워 익대공신 2등에 녹훈되고 청송군(靑松君)으로 봉해졌다. 성종 때에는 원상을 지내고, 청송부원군(靑松府院君)으로 봉해졌으며, 좌리공신 2등에 녹훈되었다. 1476년에는 다시 좌의정이 되는 등 원로대신으로 권세를 누렸다. 심회는 1491년 궤장을 하사받고, 1493년 76세의 나이로 죽었다. 1504년, 갑자사화 때 폐비 윤씨 사건에 동조하였다는 이유로 뒤늦게 관직이 추탈되고 부관참시되었지만, 중종반정 이후에 신원되었다.

## 평가
심회에 대해 조선왕조실록의 사관은 다음과 같이 평하고 있다.
심회(沈澮)는 성품이 대범하고 중후하여, 비록 학술(學術)은 없어도 천성이 정직하였다. 그가 나라의 정사를 의논할 때에는 영합(迎合)하거나 부회(傅會)하지 않고 처음부터 끝까지 신중하고 치밀하여 훈공(勳功)의 칭호를 보전할 수 있었으니, 외척(外戚)의 현명함으로써 심회만한 자가 없었다.— 성종실록, 24년(1493) 1월 12일 4번째 기사

## 가족 관계
- 할아버지 : 심덕부(沈德符)
- 아버지 : 심온(沈溫)
- 어머니 : 삼한국대부인 순흥 안씨(三韓國大夫人 順興 安氏) - 좌의정 영돈녕부사 소의공 안천보(昭懿公 安天保)의 딸
  - 형님 : 심준(沈濬)
  - 형수 : 여흥 민씨 - 여원군 민무휼(驪原君 閔無恤)의 딸
    - 조카 : 심미 - 황해도 관찰사
    - 조카 : 심치 - 한성부 판관

  - 동생 : 심결(沈決)
    - 조카 : 심정원 - 전라좌도 수군 절도사

  - 아내 : 정경부인 원주 김씨(貞敬夫人 原州 金氏) - 판중추원사 대경공 김연지(戴敬公 金連枝)의 딸
    - 아들 : 심인(沈麟) - 병조참의
      - 손자 :심순로(沈順路) - 고성군수, 증 좌찬성, 청안군(靑安君) - 세종의 왕자 수춘군의 사위, 성종의 왕자 영산군의 장인, 심규섭(沈奎燮, 국회의원)의 16대조, 심재덕(沈載德, 수원시장 · 국회의원)의 17대조

    - 아들 : 심한(沈瀚) - 좌리공신, 청천군(靑川君), 한성부 우윤, 이경공(夷敬公)
    - 아들 : 심원(沈湲) - 내자시 판관, 증 좌찬성
      - 손자 : 심순도(沈順道) - 돈녕부 도정
      - 손자 : 심순경(沈順經) - 정국공신, 청성군(靑城君), 한성부 좌윤, 증 병조판서, 호양공(胡襄公) - 심한에게 입양됨
      - 손자 : 심순문(沈順門) - 사헌부 장령, 증 영의정

  - 첫째 누나 : 소헌왕후
  - 첫째 매형 : 세종
    - 조카 : 정소공주
    - 조카 : 문종
    - 조카 : 정의공주
    - 조카 : 세조
    - 조카 : 안평대군
    - 조카 : 임영대군
    - 조카 : 광평대군
    - 조카 : 금성대군
    - 조카 : 평원대군
    - 조카 : 영응대군

  - 둘째 누나 : 청송 심씨
  - 둘째 매형 : 강석덕
    - 조카 : 강희안
    - 조카 : 강희맹

  - 셋째 누나 : 청송 심씨
  - 셋째 매형 : 노물재
    - 조카 : 노사신

  - 넷째 누나 : 청송 심씨
  - 넷째 매형 : 유자해
  - 다섯째 누나 : 청송 심씨
  - 다섯째 매형 : 이숭지
  - 여섯째 누나 : 청송 심씨
  - 여섯째 매형 : 박거소
    - 조카 : 박중선

## 같이 보기
| - 소헌왕후 - 인순왕후 - 단의왕후 | - 세종 - 문종 - 세조 - 안평대군 - 임영대군 - 광평대군 - 금성대군 - 평원대군 | - 영응대군 - 정소공주 - 정의공주 - 강희안 - 강희맹 - 영빈 강씨 - 노사신 - 박중선 | - 심온 - 심강 - 심호 | - 심덕부 - 심연원 - 심열 - 심순경 | - 심결 - 심의겸 - 심충겸 - 심유현 |